# Lukusashi
Lukusashi è un ward dello Zambia, parte della Provincia Centrale e del Distretto di Serenje.